# Maximiliaan de Baillet Latour

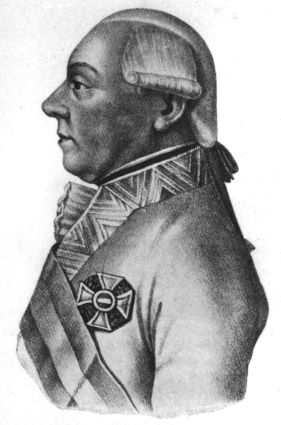
Maximiliaan, Graaf de Baillet-Latour, met de versierselen van de Orde van Maria Theresia

Charles Antoine Maximilien Joseph de Baillet (Latour, 14 december 1737 - Wenen, 22 juli 1806) was een Oostenrijks veldmaarschalk afkomstig uit de Zuidelijke Nederlanden.

## Biografie
Graaf Maximiliaan de Baillet was de oudste zoon van Jean-Baptiste-Alexandre-Antoine de Baillet, die in 1744 van Maria Theresia van Oostenrijk de titel van graaf had verkregen.
Maximiliaan begon zijn militaire carrière in 1755. Hij onderscheidde zich in de Zevenjarige Oorlog onder meer in de Slag bij Kolin. Hij werd hierna bevorderd tot kapitein, in 1767 tot majoor, twee jaar later tot luitenant-kolonel, en in 1772 tot kolonel. Bij de Eerste Poolse Deling kreeg hij het commando over een eenheid die Wieliczka zou bezetten.
Hij werd in 1782 generaal-majoor en was militair gouverneur in Karinthië toen hij op de vooravond van de Brabantse Omwenteling naar de Nederlanden werd gestuurd. Terwijl de rest van het grondgebied onder de controle was van de Verenigde Nederlandse Staten, wist hij Luxemburg te behouden voor het Oostenrijks-Habsburgse regime. Van hieruit zou de herovering van de Zuidelijke Nederlanden worden ingezet, die eind 1790 werd afgerond. Maximiliaan de Baillet werd hiervoor bevorderd tot luitenant-veldmaarschalk en werd eigenaar van het regiment Latour Dragonders.
In de Eerste Coalitieoorlog nam hij deel aan de verdediging van de Nederlanden tegen de Franse republikeinen, waarbij hij enkele successen behaalde. Na de Slag bij Sprimont verliet hij de Nederlanden en leverde hij vooral strijd in Duitsland. Hij zou zijn vaderland nooit terugzien. 
In 1795 werd hij onderscheiden met het grootkruis in de Orde van Maria Theresia.
Na de Vrede van Campo Formio (1797) was hij gevolmachtigd vertegenwoordiger op het Congres van Rastatt, dat een formeel vredesverdrag moest opstellen. Bij het uitbreken van de Tweede Coalitieoorlog werd dit congres afgebroken. 
Maximiliaan de Baillet werd daarop de militair gouverneur van Moravië en Silezië, en in 1805 voorzitter van de Hofkriegsrat, tot zijn dood het jaar nadien.
In 1801 werd hem het Grootkruis in de Orde van Maria Theresia verleend.
Zijn nakomelingen, waaronder zijn zoon Theodor Baillet von Latour, zouden ook na de Slag bij Waterloo in Oostenrijk blijven.